# Crédit Agricole (cykelhold)
Crédit Agricole var et fransk cykelhold som blev oprettet i 1998 og lukkede efter 2008. Hovedsponsoren var den franske finanskoncern Crédit Agricole. Holdet var med i UCI ProTour og satsede på alle de store toure; Tour de France, Giro d'Italia og Vuelta a España. Sportsdirektøren på holdet var Roger Legeay. Nordmanden Thor Hushovd var en af de aller største stjerner på holdet.

## 2008

### Rytterne
|                    | Rytter             | Fødselsdag                |
| ------------------ | ------------------ | ------------------------- |
| Eric Berthou       | Eric Berthou       | 23. januar 1980 (45 år)   |
| László Bodrogi     | László Bodrogi     | 11. december 1976 (48 år) |
| William Bonnet     | William Bonnet     | 25. juni 1982 (42 år)     |
| Aleksandr Botjarov | Aleksandr Botjarov | 26. februar 1975 (50 år)  |
| Pietro Caucchioli  | Pietro Caucchioli  | 22. august 1975 (49 år)   |
| Jimmy Engoulvent   | Jimmy Engoulvent   | 7. december 1979 (45 år)  |
| Dmitry Fofonov     | Dmitry Fofonov     | 15. august 1976 (48 år)   |
| Angelo Furlan      | Angelo Furlan      | 21. juni 1977 (47 år)     |
| Simon Gerrans      | Simon Gerrans      | 16. maj 1980 (44 år)      |
| Patrice Halgand    | Patrice Halgand    | 2. marts 1974 (51 år)     |
| Sébastien Hinault  | Sébastien Hinault  | 11. februar 1974 (51 år)  |
| Jonathan Hivert    | Jonathan Hivert    | 23. marts 1985 (39 år)    |
| Jeremy Hunt        | Jeremy Hunt        | 12. marts 1974 (51 år)    |
| Thor Hushovd       | Thor Hushovd       | 18. januar 1978 (47 år)   |

|                     | Rytter              | Fødselsdag                 |
| ------------------- | ------------------- | -------------------------- |
| Christophe Kern     | Christophe Kern     | 18. januar 1981 (44 år)    |
| Ignatas Konovalovas | Ignatas Konovalovas | 8. december 1985 (39 år)   |
| Christophe Le Mével | Christophe Le Mével | 11. september 1980 (44 år) |
| Cyril Lemoine       | Cyril Lemoine       | 3. marts 1983 (42 år)      |
| Jean-Marc Marino    | Jean-Marc Marino    | 15. august 1983 (41 år)    |
| Maxime Méderel      | Maxime Méderel      | 19. september 1980 (44 år) |
| Rémi Pauriol        | Rémi Pauriol        | 4. april 1982 (42 år)      |
| Gabriel Rasch       | Gabriel Rasch       | 8. april 1976 (48 år)      |
| Mark Renshaw        | Mark Renshaw        | 22. oktober 1982 (42 år)   |
| Nicolas Roche       | Nicolas Roche       | 3. juli 1984 (40 år)       |
| Pierre Rolland      | Pierre Rolland      | 10. oktober 1986 (38 år)   |
| Julien Simon        | Julien Simon        | 4. oktober 1985 (39 år)    |
| Yannick Talabardon  | Yannick Talabardon  | 6. juli 1981 (43 år)       |

## Udstyr
- Beklædning: Nalini
- Cykler: Look
- Gear: Shimano
- Hjul: Shimano

## Eksterne links
- Officiel hjemmeside

- Wikimedia Commons har flere filer relateret til Crédit Agricole (cykelhold)

| Cykling | Spire Denne artikel om cykling er en spire som bør udbygges. Du er velkommen til at hjælpe Wikipedia ved at udvide den. |